# Saal
Saal es un municipio situado en el distrito de Pomerania Occidental-Rügen, en el estado federado de Mecklemburgo-Pomerania Occidental (Alemania), a una altitud de 5 metros. Su población a finales de 2016 era de 1400 habs. y su densidad poblacional, 30 hab/km².
Se encuentra ubicado al norte del distrito, enfrente de la península Fischland-Darß-Zingst.